# Mark Kenny Carroll
Mark Kenny Carroll (* 19. November 1896 in St. Louis, Missouri, USA; † 12. Januar 1985 in Wichita, Kansas) war ein US-amerikanischer römisch-katholischer Geistlicher und Bischof von Wichita.

## Leben
Mark Kenny Carroll empfing am 10. Juni 1922 das Sakrament der Priesterweihe für das Erzbistum Saint Louis.
Am 15. Februar 1947 ernannte ihn Papst Pius XII. zum Bischof von Wichita. Der Erzbischof von Saint Louis, Joseph Elmer Ritter, spendete ihm am 23. April desselben Jahres die Bischofsweihe; Mitkonsekratoren waren der Erzbischof von Indianapolis, Paul Clarence Schulte, und der Bischof von Leavenworth, George Joseph Donnelly. Am 27. September 1967 trat Mark Carroll Kenny als Bischof von Wichita zurück und Papst Paul VI. ernannte ihn zum Titularbischof von Taparura.